# Полемон I
Полемон I (на гръцки: Πολέμων; † 8 пр.н.е.) е цар на Понт, управлявал в периода 38 – 8 пр.н.е. и цар на Боспор в периода 14 – 8 пр.н.е.

## Биография
Полемон е син на някой си Зенон, богат оратор от град Лаодики. През 40 пр.н.е., заедно със своя баща, Полемон защитава града от нахлуването на партите, заради което впоследствие римляните му дават римска гражданство.
През 39 пр.н.е. Марк Антоний назначава Полемон за префект (губернатор) на части от Киликия и Ликания, но през 37 пр.н.е. решава да го направи цар на Понт.
През 36 пр.н.е. Полемон се намира в състава на римската войска по време на неуспешния поход на Марк Антоний на изток и е взет в плен от партите. По-късно е откупен и успява да се върне вкъщи.
През 34 пр.н.е. Марк Антоний включва Малка Армения в състава на царството на Полемон, но след три години римляните го отзовават заради поддръжката, която оказва на Марк Антоний и гражданската война. По-късно Октавиан оставя на Полемон Понт и даже добавя към неговите владения Боспорското царство.
През 8 пр.н.е. Полемон е убит от метежници, и царския престол остава за неговата вдовица Питодорида – внучка на Марк Антоний, която се омъжва за Архелай, последния цар на Кападокия.